# Ants Antson
Ants Antson (rusky Антс Артурович Антсон, Ants Arturovič Antson; 11. listopadu 1938 Tallinn, Estonsko – 31. října 2015) byl sovětský rychlobruslař.
Prvních velkých mezinárodních závodů se zúčastnil v roce 1964, kdy také dosáhl svých největších úspěchů. Tehdy vyhrál na Mistrovství Evropy a o několik týdnů později si přivezl zlatou medaili ze závodu na 1500 m na Zimních olympijských hrách (kromě toho byl pátý na trati 10 000 m). V letech 1965 a 1967 se na mistrovstvích světa a Evropy pohyboval těsně pod stupni vítězů (dvakrát čtvrté, jednou páté a jednou šesté místo). Na zimní olympiádě 1968 zlatou medaili neobhájil, na patnáctistovce skončil dvanáctý. Posledního závodu se zúčastnil v roce 1970.
V roce 1964 obdržel cenu Oscara Mathisena.